# Krzysztof Żebrowski (przedsiębiorca)
Krzysztof Żebrowski (ur. 15 lipca 1959 w Warszawie) – polski przedsiębiorca, działacz społeczny, kolekcjoner sztuki.

## Życiorys
Urodził się w Warszawie w rodzinie o tradycjach kupieckich i niepodległościowych. Wychowany w Mławie, gdzie ukończył I L.O. Od 1978 roku mieszka w Toruniu. W 1982 ukończył historię, a w 1986 prawo na Uniwersytecie Mikołaja Kopernika. W trakcie studiów był prezesem Klubu Morskiego, a w latach 1980–1981 aktywnym członkiem Niezależnego Zrzeszenia Studentów UMK. W latach 1987–1989 odbył aplikację sądową. W 1990 roku założył przedsiębiorstwo księgarskie (sześć księgarń, dwie hurtownie księgarskie). W 1995 roku interes księgarski sprzedał i kupił kamienicę na Toruńskiej Starówce, którą do tej pory wynajmuje.

## Działalność społeczno-polityczna
W latach 1990–1995 był prezesem Toruńskiego oddziału Unii Polityki Realnej. W roku 1994 został radnym Rady Miasta Torunia, którym był do 1998 roku. W latach 1994–1996 był społecznym członkiem Zarządu Miasta Torunia. W 1994 roku został członkiem Izby Przemysłowo-handlowej (IPH) w Toruniu, w której w latach 1997–2001 był Prezesem Zarządu. Jest członkiem prezydium Zarządu IPH w Toruniu.

## Życie prywatne
Posiada zbiór obrazów głównie grafik artystów toruńskich i wileńskich. W związku małżeńskim z Danutą Katarzyną (od 1983 roku). Mają dwoje dorosłych dzieci (Marta i Michał).

## Nagrody i wyróżnienia
- Za zasługi w działalności na rzecz rozwoju przedsiębiorczości odznaczony Złotym Krzyżem Zasługi (2014)[2]
- Za zasługi dla rozwoju samorządu gospodarczego odznaczony Srebrnym Krzyżem Zasługi (2004)[3]